# 필립 스카일러
필립 존 스카일러(Philip John Schuyler, 1733년 11월 20일 - 1804년 11월 18일)는 미국 독립 전쟁에서 대륙군의 장군이며 뉴욕주 상원의원, 뉴욕 선출 미국 상원 의원을 지냈다. 그는 보통 필립 스카일러라고 불리며, 그의 아들은 필립 J. 스카일러로 알려져 있다.

## 생애
스카일러는 1733년 11월 20일에 뉴욕 올버니에서 부유한 개척자의 가정에서 태어났다. 스카일러 일족은 원래 가난하였지만, 신대륙에서 점차 자산을 늘려 또한 영향력 있는 사람이 되어 갔다. 스카일러의 아버지 존 스카일러 주니어는 미국에서 3세대이며, 코넬리아 밴 코트랜드와 결혼하여 또 다른 저명한 가문과의 관계를 만들었다. 아버지의 사촌 피터 스카일러는 저지 블루스의 지휘관이며, 다른 사촌 헤스터 스카일러는 윌리엄 콜팩스와 결혼했다. 콜 팩스는 조지 워싱턴 장군의 호위대 참모이며 후에 뉴저지 민병대 장군이자, 저지 블루스의 지휘관이 되었다. 콜 팩스는 제17대 미국 부통령 스카일러 콜팩스의 할아버지이기도 하다. 필립 스카일러의 의형제 존 코크란 박사는 대륙군의 군사병원 의사 국장이었다.
스카일러가 7살 때 아버지가 죽었다. 올버니의 공립학교를 졸업한 스카일러는 뉴로셸에 있던 밴 코틀랜드의 집에서 가정교사에게 배웠다. 스카일러는 프렌치 인디언 전쟁 중인 1755년에 영국군에 참가하여 중대를 이끌고 사촌 부지사 제임스 디랜시 의해 대위로 승진했다. 이후 보급 장교가 되었고, 물자의 조달 및 기기류를 조립하는 업무를 맡았다.
1755년 9월 스카일러는 캐서린 반 렌세리어(1734 - 1803)와 올버니에서 결혼했다. 이것은 뉴욕의 또 다른 힘을 가진 일족과의 관계를 맺은 것이다. 이 결혼은 가팔랐다. 첫째 딸은 1756년 2월에 태어났으며, 이 두 사람의 사이에 11명의 자녀가 태어났다.
1761년부터 1762년에 걸쳐, 스카일러는 영국에 출장을 가서 보급 장교로 일을 매듭 지었다. 이 기간에 스카일러는 올버니에 도시 주택을 세워 새러토가에서 (현재의 스카일러 빌딩) 농장도 시작했다. 전후 스카일러는 새러토가 농장을 확장하고 토지는 1만 에이커(40평방km)로, 소작농을 늘리고 창고나 밀방앗간, 가공 공장, 제재소까지 추가했다. 그가 만들었던 아마포를 만들기 위한 가공 공장은 미국 최초였다. 스카일러는 허드슨강에 띄우는 스쿠너 몇 척을 건조하고, 최초의 새러토가(Saratoga)라고 불렀다.
스카일러는 1768년 뉴욕 의회 의원으로 정치 활동을 시작하여, 1775년까지 지냈다. 이 시기에 스카이라는 식민 정부에 대해 더욱 반감을 갖게 되었다. 스카일러는 무역과 환율 문제에서 빼어난 재능을 드러냈다. 스카일러가 주지사 헨리 무어 경을 지지하고 있었기 때문에 민병대의 대령이 되었다.

## 미국독립전쟁
1775년 스카일러는 대륙회의 대의원에 선임되었으며, 이듬해 6월에 대륙군 소장으로 임명 될 때까지 맡았다. 스카일러 장군은 북부사단의 지휘관이 되었고, 캐나다 침공 작전을 입안했다. 스카일러는 건강 상태가 좋지 않아 전략 실행과 지휘를 리처드 몽고메리 장군에게 맡기게 되었다.
사단을 지휘하는 장군으로서 스카일러는 1777년의 새러토가 방면 작전에서 방어 준비에 나섰다. 7월 아서 세인트 클레어 장군이 타이컨더로가 요새를 함락시키자(타이컨더로가 요새 포위전), 대륙회의는 북방군 지휘관을 스카일러에서 호레이쇼 게이츠 장군으로 교체시켰다. 스카일러는 자신의 역할에 대해 군법 회의를 요구해서 오명을 씼었지만, 1779년에 퇴역했다. 이후 1779년과 1780년은 대륙회의 대의원을 역임했다.

## 역대 선거 결과
| 선거명      | 직책명                | 대수 | 정당     | 득표율  | 득표수  | 결과 | 당락                 |
| ----------- | --------------------- | ---- | -------- | ------- | ------- | ---- | -------------------- |
| 1777년 선거 | 뉴욕 주지사           | 1대  | 연방주의 | 31.67%  | 1,199표 | 2위  | 낙선                 |
| 1783년 선거 | 뉴욕 주지사           | 1대  | 연방주의 | 13.55%  | 643표   | 2위  | 낙선                 |
| 1789년 선거 | 상원의원 (뉴욕 제1부) | 1대  | 연방주의 | 100.00% | 1표     | 1위  | 뉴욕주 상원의원 당선 |
| 1791년 선거 | 상원의원 (뉴욕 제1부) | 2대  | 연방주의 | 27.55%  | 27표    | 2위  | 낙선                 |
| 1797년 선거 | 상원의원 (뉴욕 제1부) | 5대  | 연방당   | 100.00% | 1표     | 1위  | 뉴욕주 상원의원 당선 |